# Биологический паспорт спортсмена
Биологический паспорт спортсмена (БПС) (англ.  Athlete Biological Passport) — индивидуальная электронная запись спортсмена-профессионала, содержащая профили биологических маркеров запрещённых веществ в соотнесении с результатами допинг-контроля спортсмена за определённый период времени. Позволяет выявлять нарушения по допингу путём регистрации отклонений от нормы для данного спортсмена, не прибегая к тестированию и идентификации отдельных запрещённых веществ.

## Применение
Всемирное антидопинговое агентство (ВАДА) использует БПС для выявления незаконных манипуляций с физиологическими показателями спортсменов (допинг кровью). Паспорт состоит из стероидного и гематологического модулей.
В стероидном модуле собирается информация о маркерах на анаболические стероиды: тестостерон, эпитестостерон, андростерон и этиохоланолон. Для выявления употребления стероидов применяется стандартизованная процедура анализа мочи.
Гематологический модуль содержит сведения, относящиеся к механизму кислородного обмена в организме. В частности, используются тесты на гемоглобин, содержание красных кровяных телец и другие.
ВАДА регулярно публикует списки запрещённых веществ, регистрируемых в биологическом паспорте .

## Внешние ссылки
- WADA: Athletes biological passport resources